# 오르프 악기
오르프 악기는 1920년대에 클래식 작곡가 칼 오르프가 교육용으로 개발한 악기의 총칭이다.

## 상세
1920년경, 클래식 음악 작곡가이자 음악 교사로 활동하였던 오르프는 유아들에게 북, 콩가와 봉고를 가르치면서 리듬을 익히게 하였다. 그러나, 리듬악기만으로는 부족하고 뭔가 멜로디를 도입시켜야겠다는 생각을 한 오르프는 아프리카 여행을 갔을 때 본 마림바를 개량해 실로폰과 글로켄슈필을 만들었다. 오늘날 학교 음악 교육에 리코더가 보급된 것도 오르프 덕분이다.

## 오르프악기의 종류
- 북
- 콩가
- 봉고
- 마림바
- 실로폰
- 글로켄슈필
- 탬버린
- 리코더
- 마라카스
- 오카리나
- 사운드 셰이프

## 같이 보기
- 클래식
- 음악
- 악기
- 교육